# Coiote-do-nordeste
O Coiote-do-nordeste (Canis latrans tamnos) é uma subespécie do coiote nativa do sul de Ontário e extremo sul de Quebec.

## Comportamento
Assim como o chacal-dourado (Canis aureus), os coiotes são gregários, mas não são tão dependentes de grupos como os lobos, justamente pois o coiote não é adaptado a caçar presas grandes.

### Reprodução
Coiotes são animais extremamente monogâmicos, normalmente os "grupos de acasalamento" se formam no inverno, pois quando a fêmea está no cio esta atrai o número máximo de parceiros possível. Os machos seguem a fêmea por um mês, ocasionalmente estes disputam quem vai ser escolhido, quando a fêmea escolhe o parceiro os outros machos se retiram do local. Coiotes que não puderam acasalar normalmente ajudam seus irmãos ou pais a cuidar dos filhotes ou ficam em grupos de solteiros.
Após o acasalamento, o casal procura tocas abandonadas de texugos, gambás e até de marmotas e caso não estejam abandonadas eles eliminam os donos para poderem a usar, mas também cavam suas tocas. Durante a gestação o macho alimenta a fêmea constantemente, e a fêmea prepara a toca com pelos e grama. Os filhotes nascem 63 dias, normalmente tendo 6 filhotes mas o número pode variar. Os filhotes são dependentes dos pais nas primeiras semanas mas logo começam a desenvolver suas próprias personalidades. Com cinco semanas de idade os coiotes estabelecem hierarquias definitivas antes de começarem a brincar. Na idade jovem os filhotes acompanharão os pais na patrulha de território e em caçadas. Tornam-se adultos em tamanho com 8 meses e ganham o peso adulto um mês depois.

## Ecologia

### Alimentação
Se alimentam de ovelhas-selvagens, ratos, coelhos, lebres e esquilos pois tais espécies são abundantes e fáceis de caçar, mas também caçam martas-pescadoras, ursos-negros juvenis e Pardais quando a situação é mais apertada.
Também caçam animais domésticos como ovelhas-domésticas, cabras, cães e gatos.